# Céphalanthère
Cephalanthera
Genre
Cephalanthera, la Céphalanthère, est un genre d'orchidées principalement d'Eurasie ; ce sont des plantes à rhizomes, aux feuilles alternes bien développées le long de la tige, aux fleurs assez fermées, à pollen pulvérulent. On les rencontre en général dans les sous-bois et lisières forestières.

## Description
Le genre Cephalanthera se rapproche des Neottieae par les caractéristiques de ses graines et s'en distingue par l'absence de nectar, la forme de ses staminodes et le développement de son pollen au sein des anthères.
Les Céphalanthères sont des plantes dressées et feuillées dont l'inflorescence lâche porte des fleurs s'ouvrant peu. Leur labelle est résupiné en position basse et articulé en deux parties nommées épichile et hypochile ; il ne produit pas de nectar, mais sert de leurre grâce à des papilles colorées.

## Taxonomie
La taxonomie du genre est plutôt stable en Europe et au Moyen-Orient, mais est toujours en évolution en Asie, les auteurs décrivant de nouvelles espèces et en synonymisant d'autres.
Cephalanthera Rich. a pour synonymes :
- Callithronum Ehrh., Beitr. Naturk. 4: 148 (1789).
- Lonchophyllum Ehrh., Beitr. Naturk. 4: 148 (1789).
- Xiphophyllum Ehrh., Beitr. Naturk. 4: 148 (1789).
- Dorycheile Rchb., Deut. Bot. Herb.-Buch: 56 (1841).
- Eburophyton A.Heller, Muhlenbergia 1: 48 (1904).
- Tangtsinia S.C.Chen, Acta Phytotax. Sin. 10: 194 (1965).

## Biologie
Deux espèces sont entièrement mycohétérotrophes et achlorophylles : l'américaine C. austinae et la yunnanaise C. calcarata, recevant leur alimentation des arbres environnant par l'intermédiaire des champignons alors que les européennes C. damasonium et C. longifolia sont mixotrophes recevant leur alimentation pour partie de la photosynthèse et pour partie des champignons. Les associés fongiques varient en diversité à différents stades du cycle biologique avec une gamme relativement étroite pendant les stades de semis et germinatifs et plus large à maturité. L'absence de ces champignons est délétère pour le développement des plantes.
Leur reproduction peut être autogame et végétative comme chez C. damasonium et C. longibracteata, allogame comme chez C. longifolia ou les deux comme chez C. rubra. La pollinisation est effectuée par des abeilles solitaires qui sont attirées par un pseudo-pollen mimant celui d'autres fleurs, Campanula pour C. rubra, Cistus salviifolius pour C.longifolia.

## Écologie et distribution
Les espèces de Cephalanthera poussent principalement sur des sols calcaires à l'ombre ou à demi-ombre entre 0 et 2000 m en Europe et sur le pourtour méditerranéen, jusqu'à 3465 m en Iran, 3000 m en Chine et 2600 m dans le nord-ouest de l'Himalaya.
Cephalanthera est un genre essentiellement paléarctique du climat tempéré qui comprend 15 ou 22 espèces, dont huit sont répertoriées en Europe, Afrique du Nord et au Moyen-Orient (3 dans les pays francophones : C. rubra, C. damasonium et C. longifolia). C. austiniae est la seule espèce néarctique.  Enfin, C. longifolia et C. damasonium sont amphipaléarctiques,.

Quelques espèces de Cephalanthera
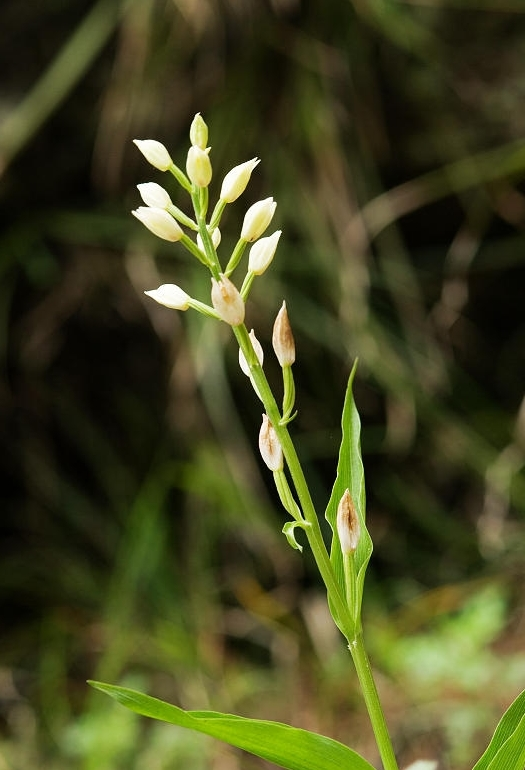
C. alpicola
C. austiniae
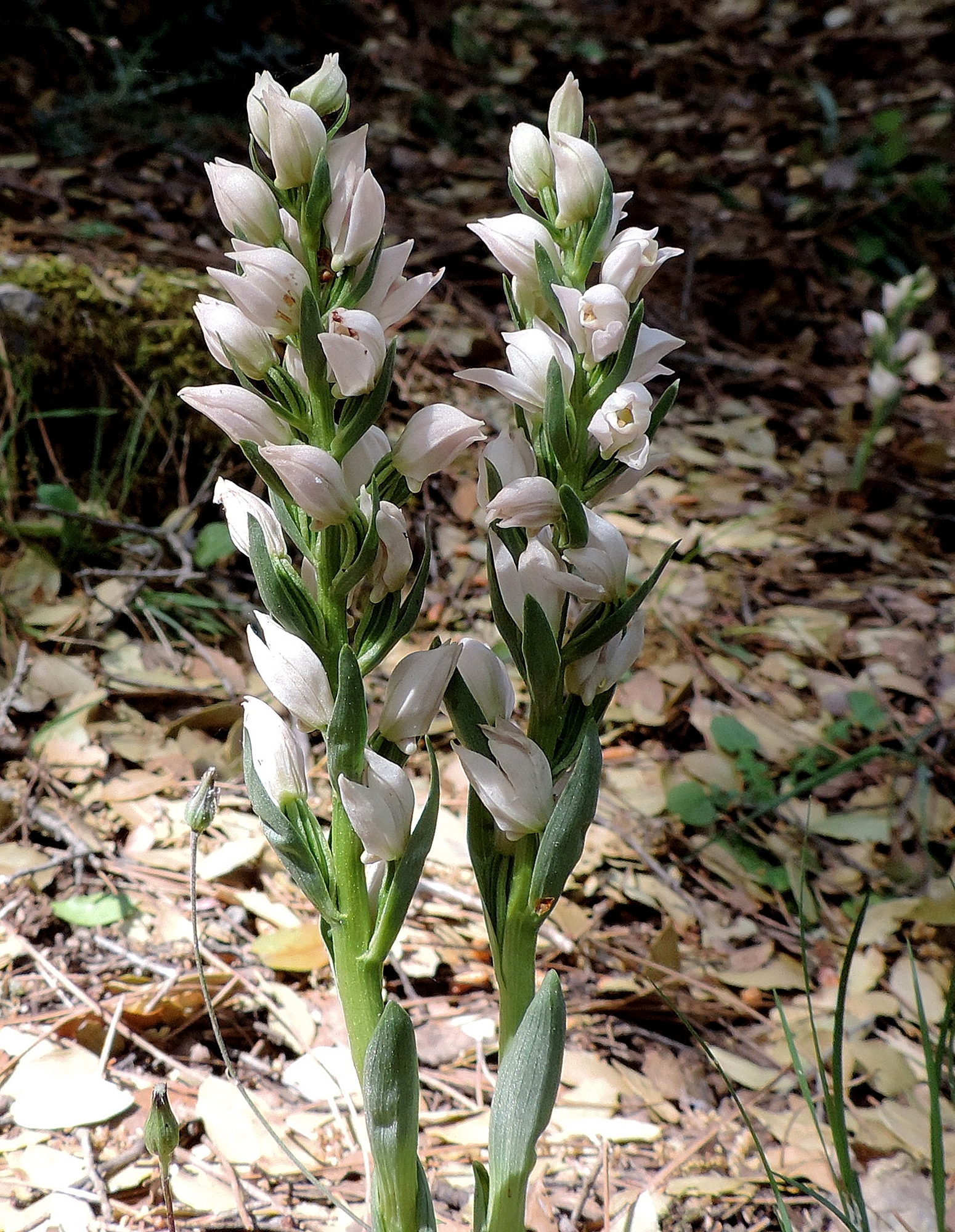
C. cucullata
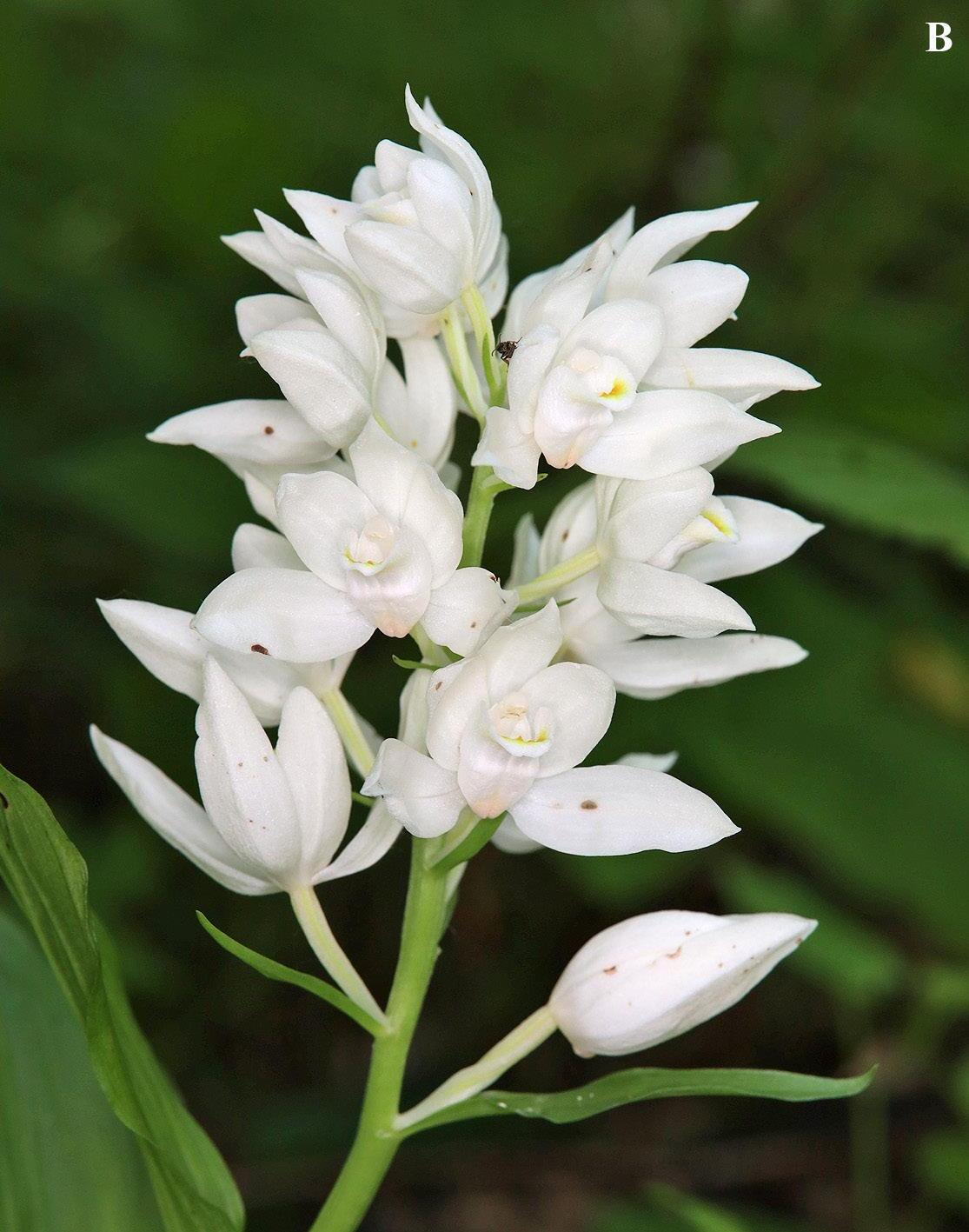
C. caucasica
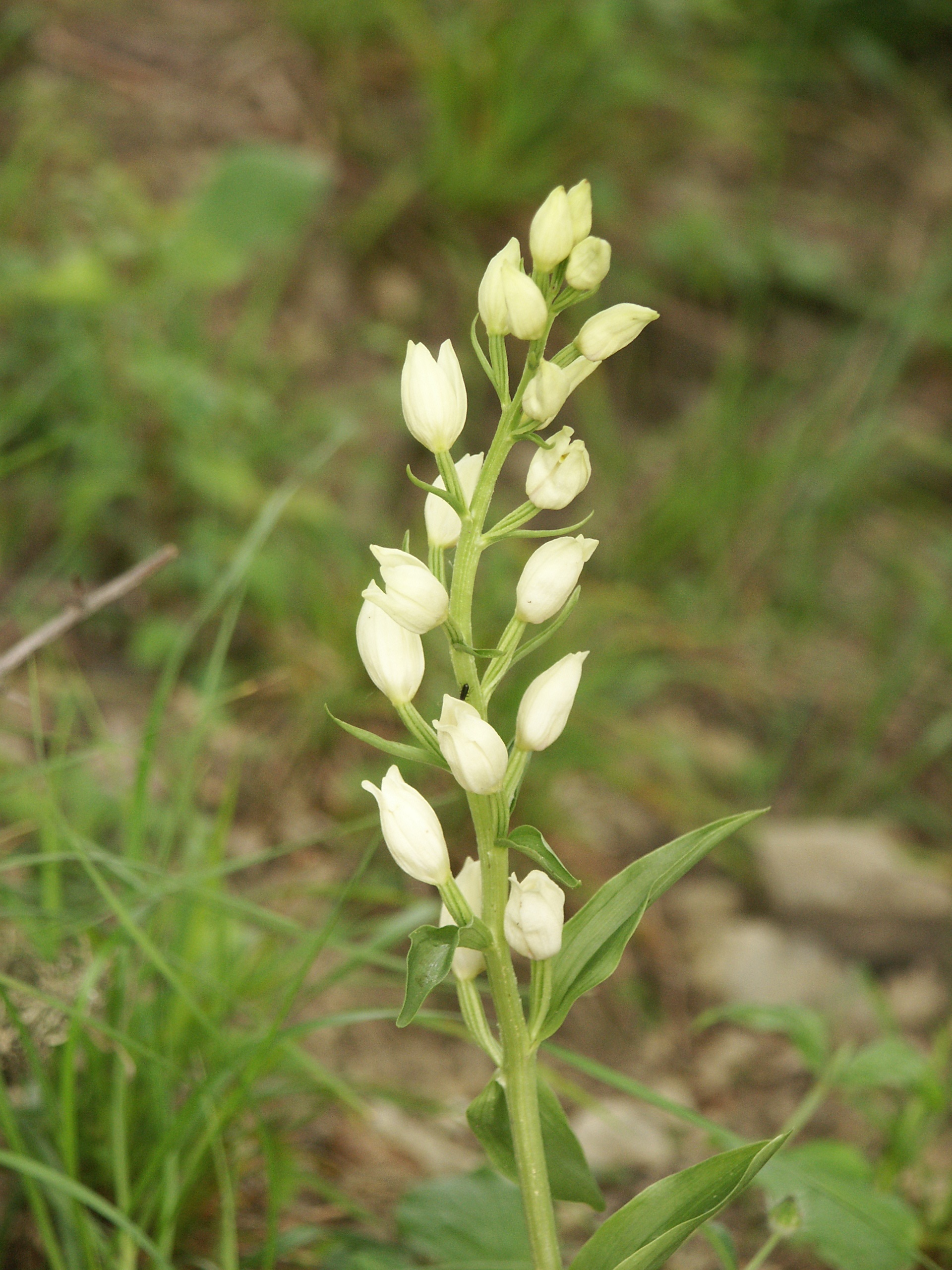
C. damasonium
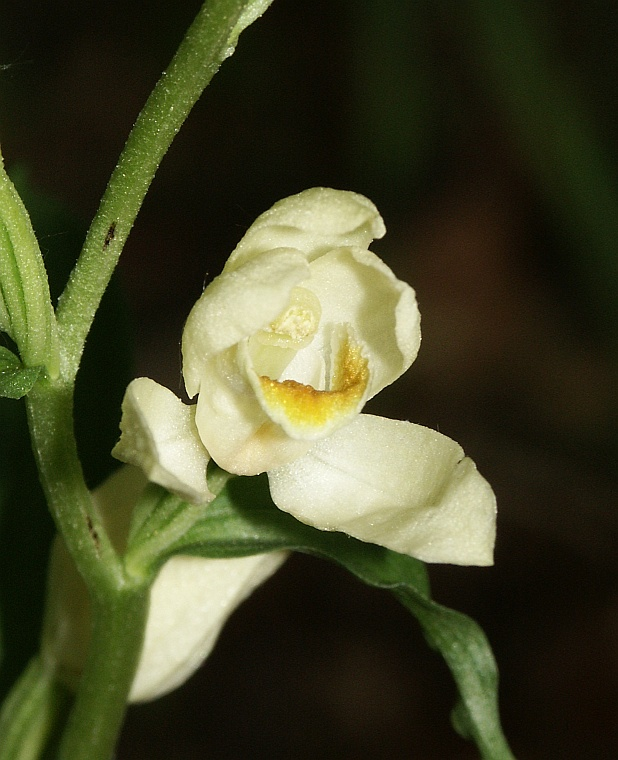
C. damasonium
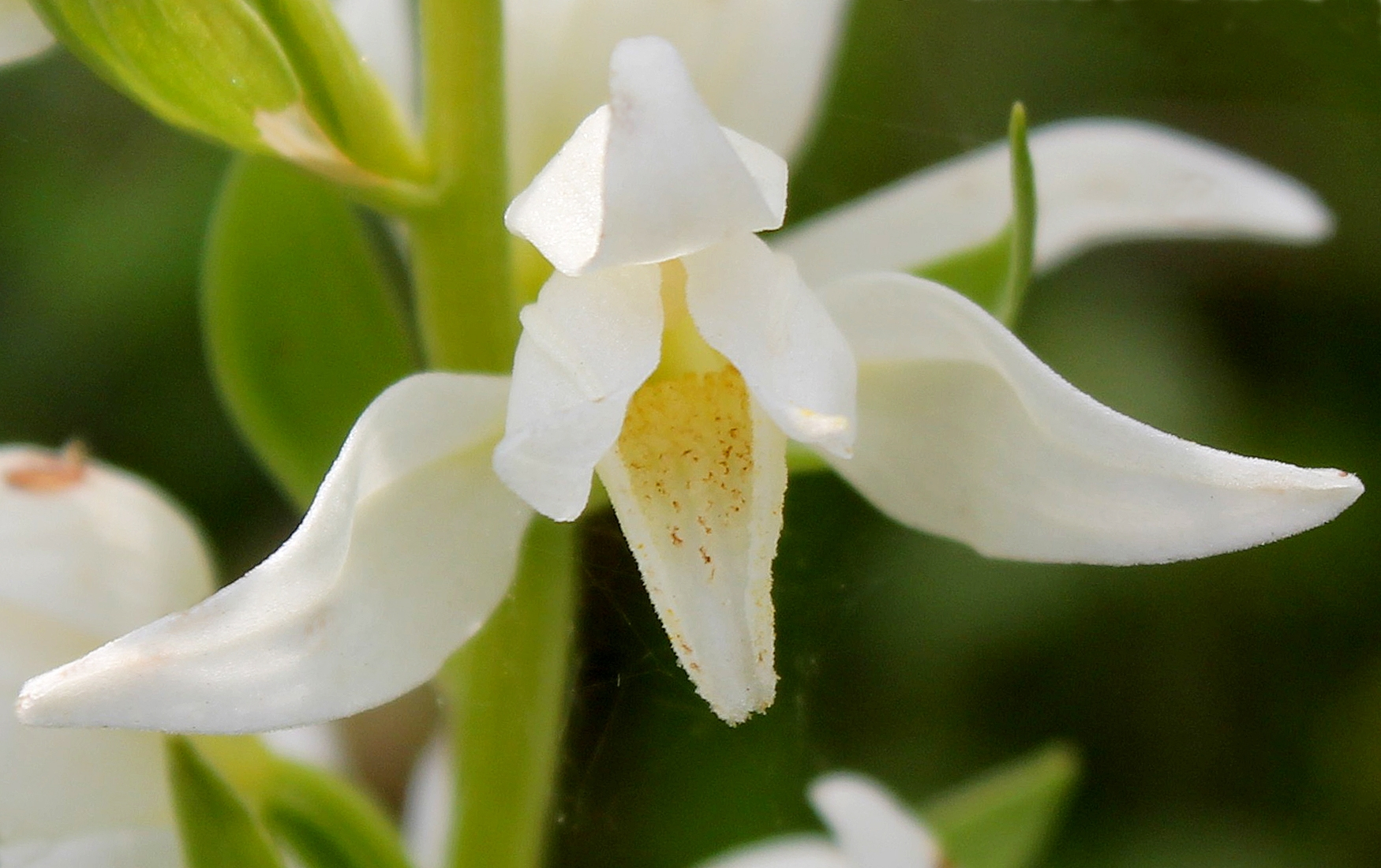
C. epipactoides
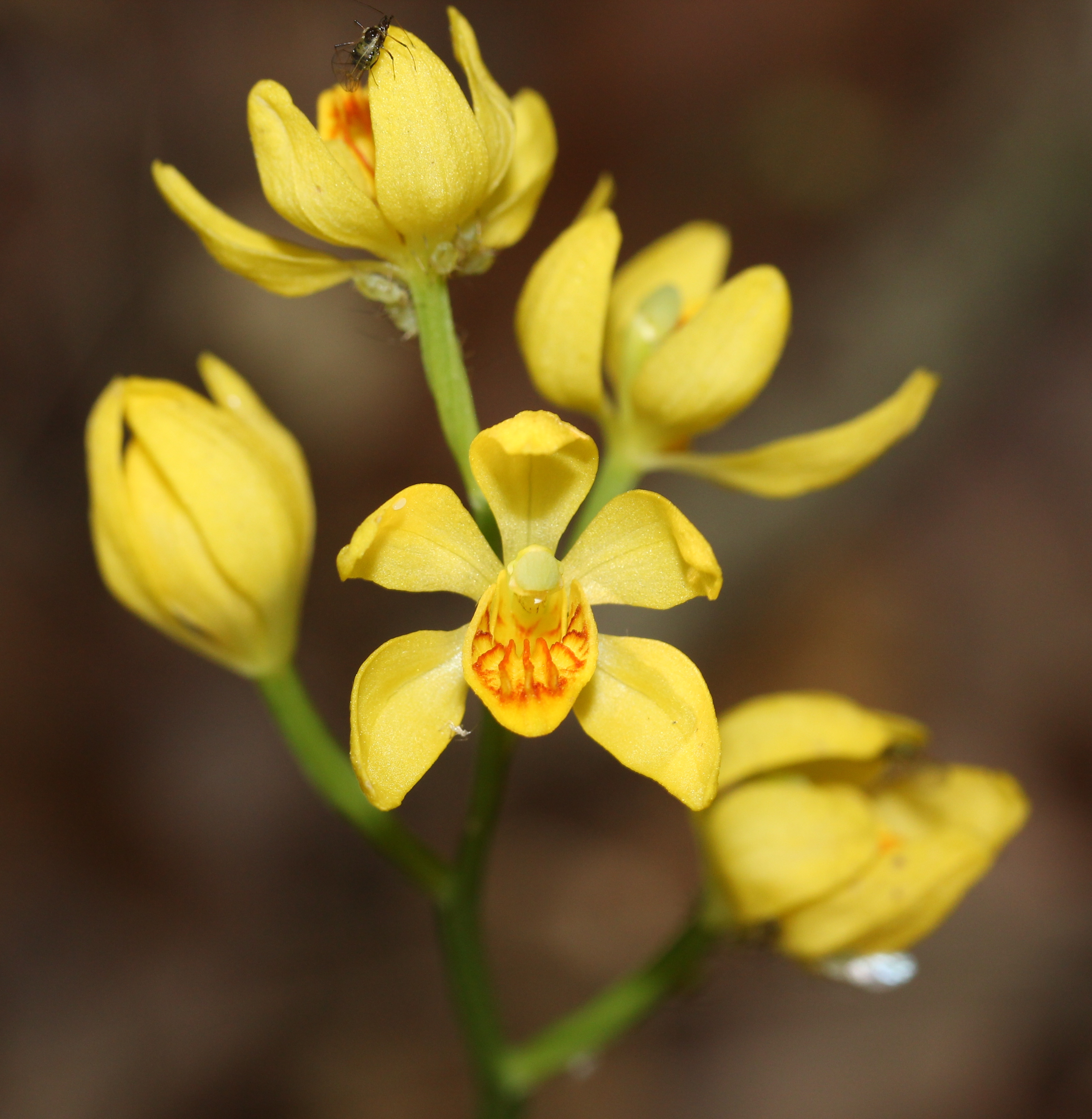
C. falcata
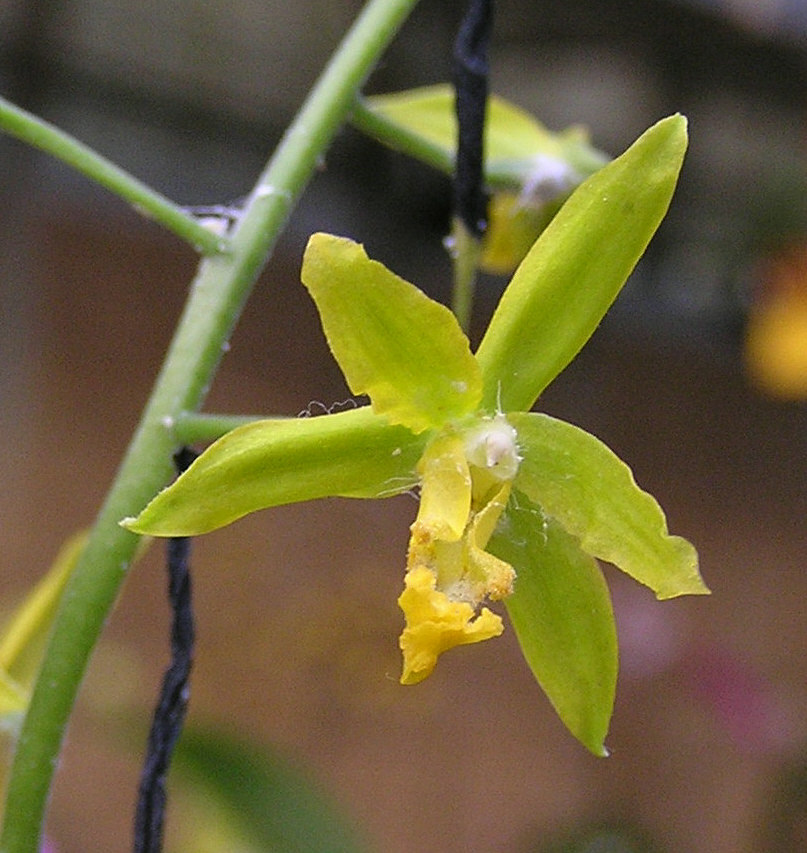
C. gracilis
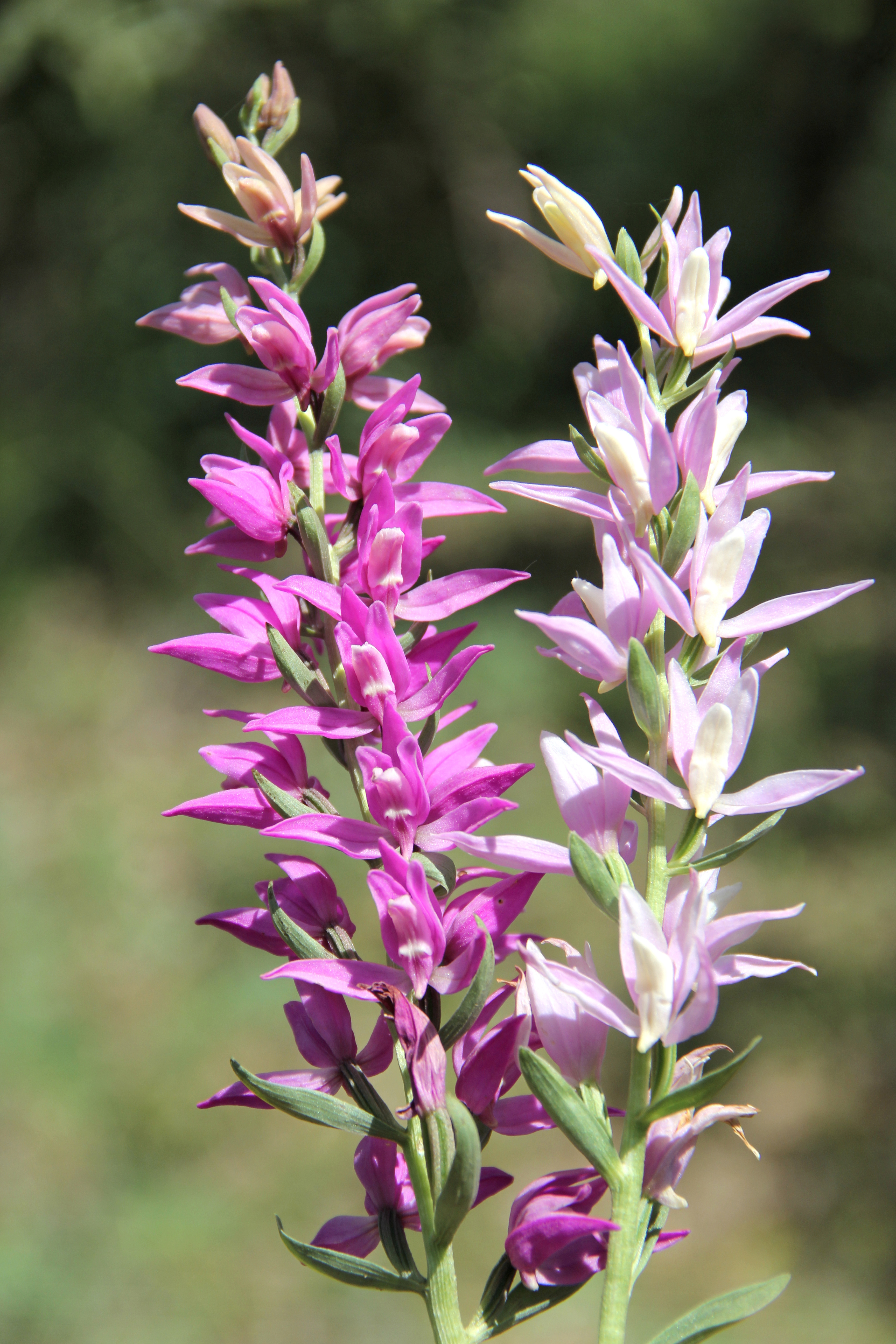
C. kurdica
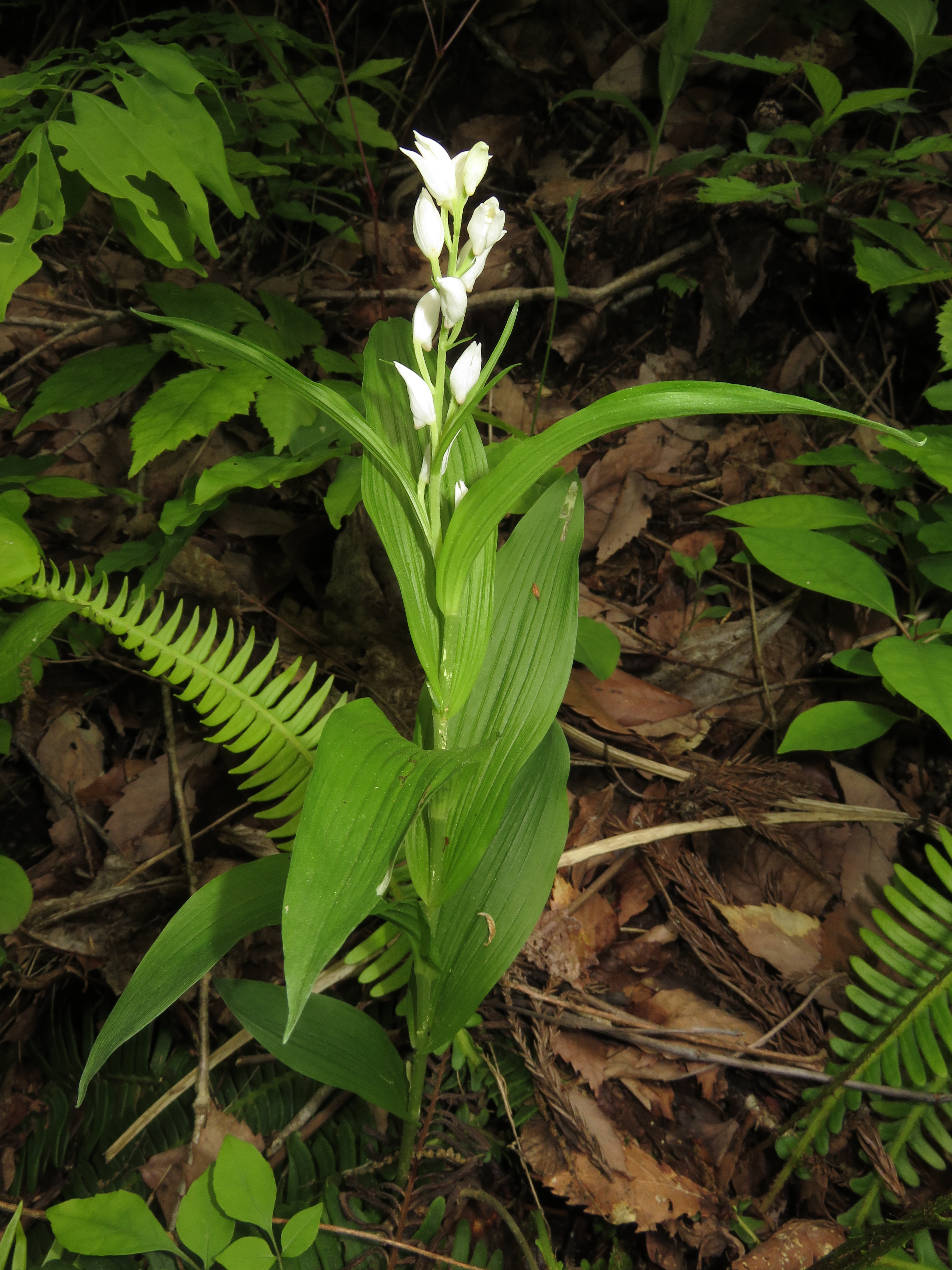
C. longibracteata
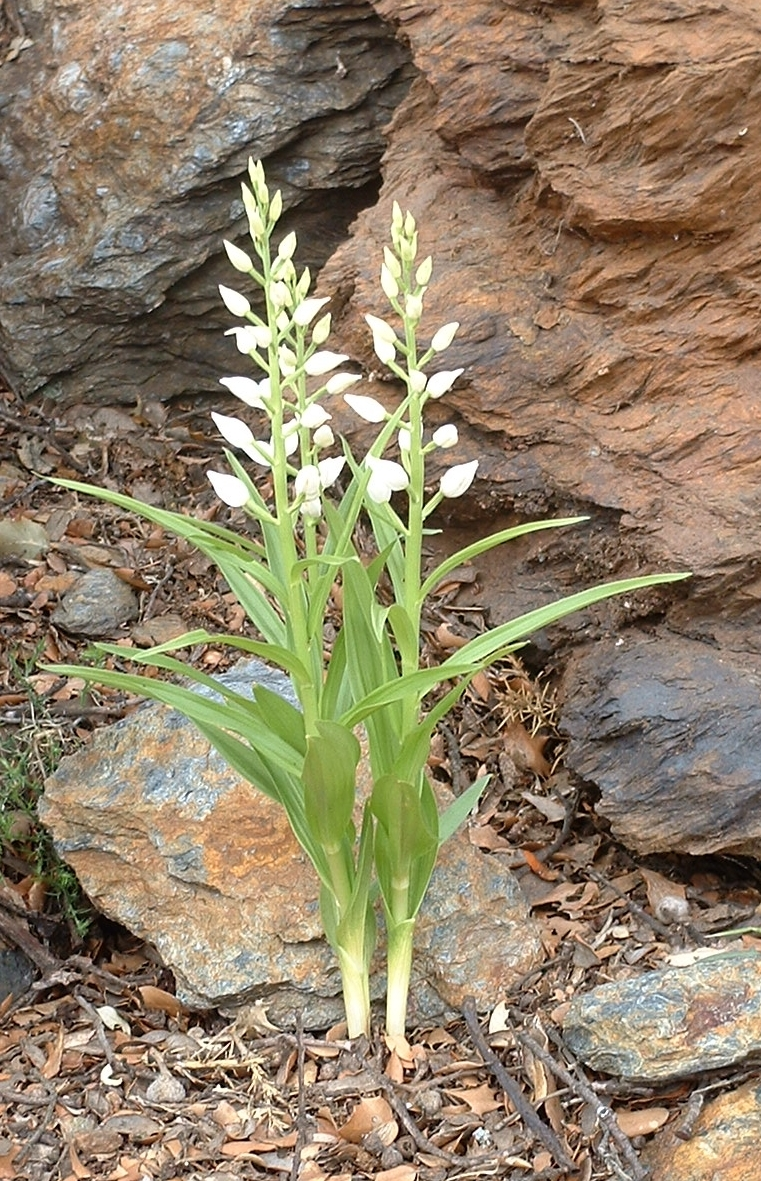
C. longifolia
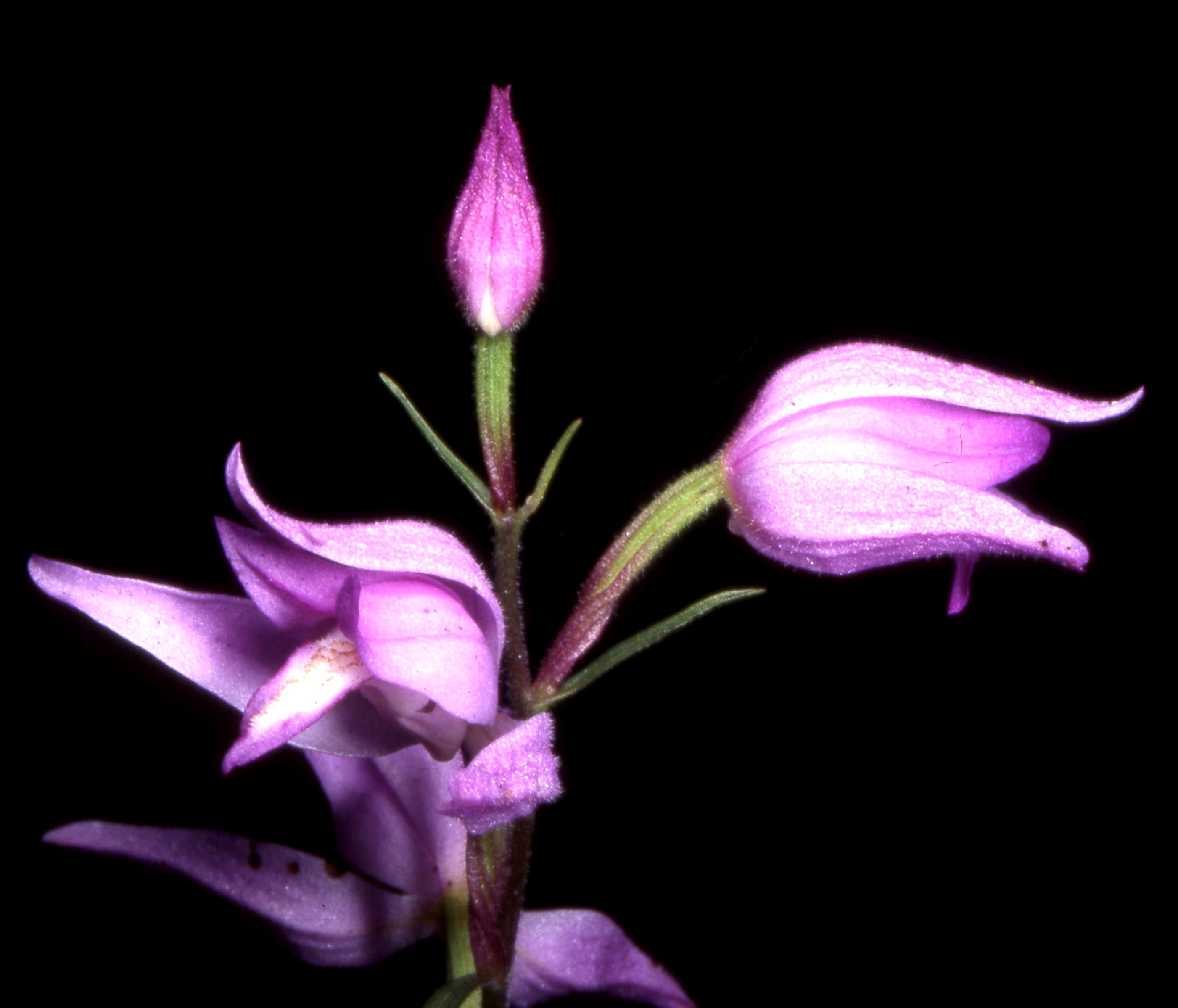
C. rubra
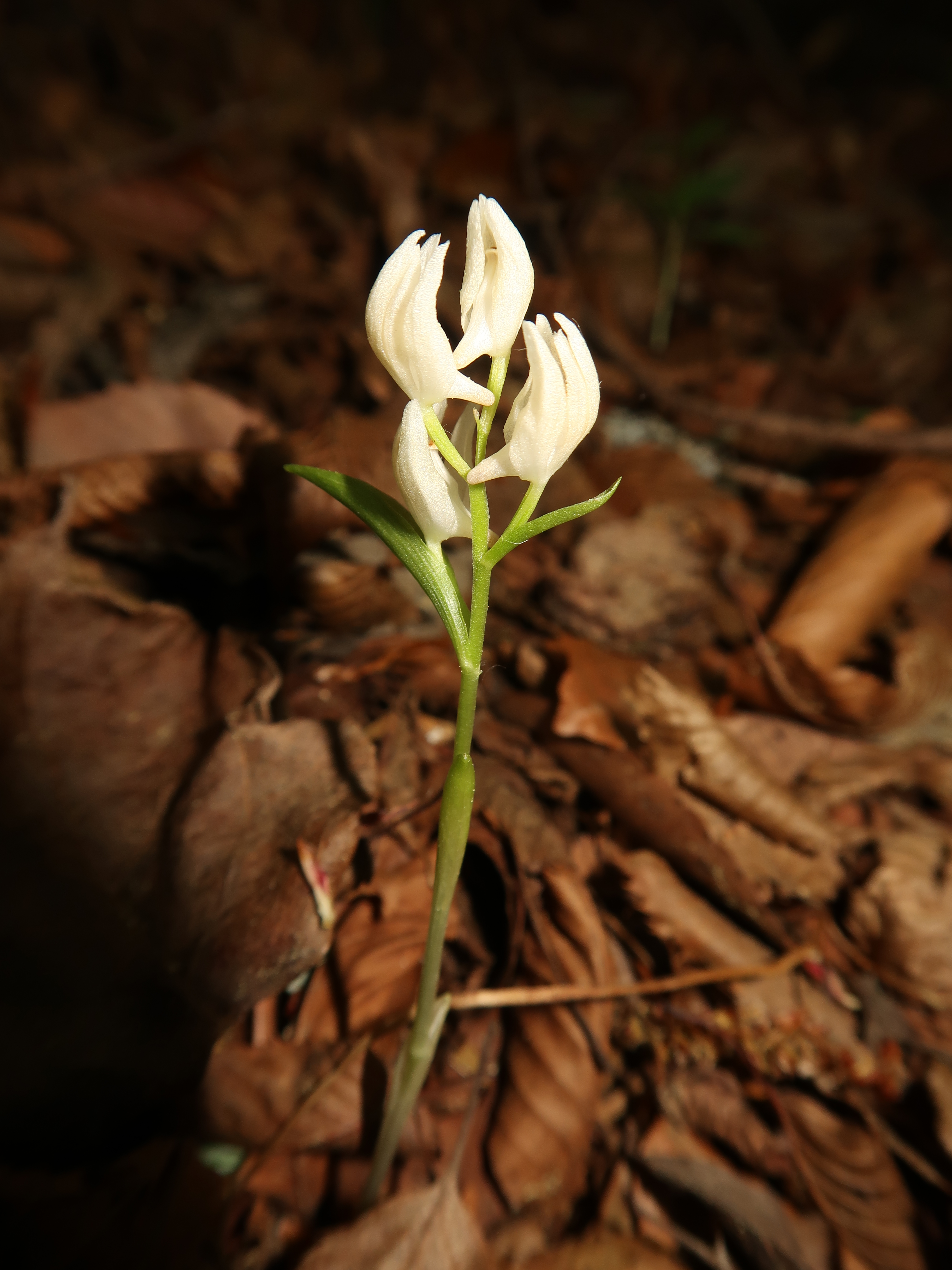
C. subaphylla

## Ensemble des espèces
Selon le jardin botanique de Kew :
- Cephalanthera austiniae (A.Gry) Heller, 1900 : Sud-Ouest du Canada et Ouest des États-Unis
- Cephalanthera calcarata Chen & Lang, 1986 : Yunnan (Chine)
- Cephalanthera caucasica Krzl., 1931 : Caucase, Turquie et Nord-Ouest de l'Iran
- Cephalanthera cucullata Boiss. & Heldr., 1854 : Crète
- Cephalanthera damasonium (Mill.) Druce, 1906 : Paléarctique
- Cephalanthera epipactoides Fischer & C. A. Meyer, 1854 : Grèce et Turquie
- Cephalanthera erecta (Thunb.) Blume, 1859 : Asie de l'Est tempérée
- Cephalanthera ericiflora Szlach. & Mytnik, 2008 : Laos
- Cephalanthera exigua Seidenf., 1975 : Thaïlande et Laos
- Cephalanthera falcata (Thunb.) Blume, 1859 : Chine, Corée et Japon
- Cephalanthera gracilis S.C. Chen & G.H. Zhu, 2002 : Chine centrale
- Cephalanthera humilis X.H.Jin, 2011 : Yunnan (Chine)
- Cephalanthera kurdica Bornm., 1895 : Turquie et Iran
- Cephalanthera longibracteata Blume, 1859 : Sakhaline, Manchourie, Japon, Corée, Laos
- Cephalanthera longifolia (L.) Fritsch, 1888 : Europe, bassin méditerranéen, Asie mineure, centrale et du Sud
- Cephalanthera ×mayeri (E.Mayer & Zimmerm.) A.Camus in E.G.Camus & A.A.Camus, 1929 : Allemagne
- Cephalanthera nanchuanica (S.C.Chen) X.H.Jin & X.G.Xiang, 2012 : Chine centrale
- Cephalanthera ×otto-hechtii G.Keller in G.Keller & al., 1936 : Europe centrale
- Cephalanthera pusilla (Hook.f.) Seidenf., 1975 : Chine centrale et Myanmar
- Cephalanthera ×renzii B.Baumann, H.Baumann, R.Lorenz & Ruedi Peter, 2003 : Caucase
- Cephalanthera rubra (L.) Rich, 1817 : Europe
- Cephalanthera ×schaberi Baum., 1980 : Turquie
- Cephalanthera ×schulzei E.G.Camus in E.G.Camus, P.Bergon & A.A.Camus, 1908 : Europe
- Cephalanthera subaphylla Miyabe & Kudô, 1932 : Japon et Corée
- Cephalanthera ×taubenheimii H.Baumann, 1983 : Turquie
- Cephalanthera yintiaolingensis Feng Chen, C.Xiong & X.H.Jin, 2023 : Sichuan (Chine)